# Bombus rubicundus
Espèce
Statut de conservation UICN

 DD  : Données insuffisantes
Bombus rubicundus est une espèce de bourdons que l'on trouve au Guatemala, au Honduras, au Nicaragua, au Costa Rica, au Panama, au Venezuela, en Colombie, en Équateur, au Pérou et en Bolivie.